# Infinite (딥 퍼플의 음반)
| 평가 점수    | 평가 점수 |
| 출처         | 점수      |
| ------------ | --------- |
| AllMusic     | [ 1 ]     |
| Louder Sound | [ 2 ]     |
| laut.de      | [ 3 ]     |
| Sputnikmusic | 3.5/5     |

《Infinite》는 2017년 4월 7일에 발매된 영국의 하드 록 밴드 딥 퍼플의 스무번째 스튜디오 음반이다.

## 배경
2016년 12월 14일, 유튜브와 스포티파이를 통해 수록된 곡 〈Time for Bedlam〉과 2017년 3월 10일, 〈All I Got Is You〉가 그 뒤를 이었다. 이 음반에는 "From Here to Infinite"라는 제목의 보너스 DVD가 들어 있다.
일본 한정판("첫 번째 프레싱 에디션")은 이 음반을 첫 번째 디스크에 SHM-CD로, 추가 EP인 《Time for Bedlam》과 LP 5개, CD 1개, DVD 1개가 들어 있는 스페셜 박스 세트를 특징으로 한다.
음반의 고해상도 디지털 버전(48 kHz/24bit)도 HDtracks.com을 통해 구입할 수 있었다.
이 음반은 현재 2017년 5월에 시작된 딥 퍼플의 The Long Goodbye Tour에서 지원되고 있다.

## 커버 아트
커버 아트는 미국 해안경비대의 쇄빙선 USCGC 힐리를 묘사하고 있다. 얼음 속에 남아 있는 자취는 딥 퍼플, d 그리고 p의 이니셜을 형성하는데, 이는 무한도 기호를 닮도록 배열되어 있다.

## 곡 목록
모든 곡들은 특별한 언급이 없는 한 돈 에어리, 이언 길런, 로저 글로버, 스티브 모스, 이언 페이스 그리고 밥 에즈린에 의해 작사/작곡하였다.
| #   | 제목                              | 작사·작곡                                        | 재생 시간 |
| --- | --------------------------------- | ------------------------------------------------ | --------- |
| 1.  | 〈Time for Bedlam〉               |                                                  | 4:35      |
| 2.  | 〈Hip Boots〉                     |                                                  | 3:23      |
| 3.  | 〈All I Got Is You〉              |                                                  | 4:42      |
| 4.  | 〈One Night in Vegas〉            |                                                  | 3:23      |
| 5.  | 〈Get Me Outta Here〉             |                                                  | 3:58      |
| 6.  | 〈The Surprising〉                |                                                  | 5:57      |
| 7.  | 〈Johnny's Band〉                 |                                                  | 3:51      |
| 8.  | 〈On Top of the World〉           |                                                  | 4:01      |
| 9.  | 〈Birds of Prey〉                 |                                                  | 5:47      |
| 10. | 〈Roadhouse Blues〉 (도어스 커버) | 짐 모리슨, 레이 만자렉, 존 덴스모어, 로비 크리거 | 6:00      |

## 인증
| 국가                                                                                         | 인증 | 판매량/출하량 |
| -------------------------------------------------------------------------------------------- | ---- | ------------- |
| 체코(IFPI)                                                                                   | 골드 | 2,500^        |
| 프랑스                                                                                       | —    | 12,200        |
| 독일 (BVMI)                                                                                  | 골드 | 100,000       |
| 헝가리 (MAHASZ)                                                                              | 골드 | 1,000^        |
| 폴란드 (ZPAV)                                                                                | 골드 | 10,000        |
| 러시아 (NFPF)                                                                                | 골드 | 25,000*       |
| *판매량을 기반으로 한 인증 · ^출하량을 기반으로 한 인증 · 판매량+스트리밍을 기반으로 한 인증 |      |               |